# Olga Cazac
Olga Cazac (Fergansk, 8 gennaio 1974) è un'ex cestista uzbeka naturalizzata moldava.

## Carriera
Con la Moldavia ha disputato due edizioni dei Campionati europei (1995, 1997).